# Ligue des champions féminine de l'UEFA 2011-2012
Navigation
Édition précédente Édition suivante
La Ligue des champions féminine de l'UEFA 2011-2012 est la onzième édition de la plus importante compétition inter-clubs européenne de football féminin. 
Elle se déroule lors de la saison 2011-2012 et oppose les vainqueurs des différents championnats européens de la saison précédente ainsi que les dauphins des huit meilleurs championnats.
La finale se déroule au Stade olympique de Munich à Munich et voit la victoire de l'Olympique lyonnais, qui conserve son titre, face au FFC Francfort, sur le score de deux buts à zéro.

## Participants
Le schéma de qualification de la Ligue des champions féminine de l'UEFA 2011-2012 est le suivant :
- les huit meilleures associations les mieux classées au coefficient UEFA à l'issue de la saison 2009-2010 ont leurs clubs champion et vice-champion qualifiés directement pour les seizièmes de finale,
- les six meilleures associations suivantes au coefficient UEFA ont uniquement leurs clubs champion qualifié directement pour les seizièmes de finale,
- les trente-deux autres associations présentant un club pour cette compétition passe par une phase de qualification pour rejoindre les vingt-deux autres équipes.

Contrairement à la Ligue des champions masculine, les fédérations européennes ne présentent pas toutes une équipe, donc le nombre exact d'équipes n'est pas fixé jusqu'à ce que la liste d'accès soit complètement connue.
| Seizièmes de finale | Seizièmes de finale | Seizièmes de finale | Seizièmes de finale | Seizièmes de finale | Seizièmes de finale | Seizièmes de finale | Seizièmes de finale | Seizièmes de finale | Seizièmes de finale | Seizièmes de finale | Seizièmes de finale | Seizièmes de finale | Seizièmes de finale | Seizièmes de finale | Seizièmes de finale |
| --- | --- | --- | --- | --- | --- | --- | --- | --- | --- | --- | --- | --- | --- | --- | --- |
| - FFC Turbine Potsdam Champion d'Allemagne 2010-2011 - FFC Francfort Vice-champion d'Allemagne 2010-2011 - LBFC Malmö Champion de Suède 2010 - Kopparbergs/Göteborg FC Vice-champion de Suède 2010 - Olympique lyonnais Champion de France 2010-2011 - Paris Saint-Germain Vice-champion de France 2010-2011 - WFC Rossiyanka Champion de Russie 2010 - FC Energiya Voronej Vice-champion de Russie 2010 - Arsenal LFC Vainqueur de la Coupe d'Angleterre 2010-2011 - Bristol Academy WFC Finaliste de la Coupe d'Angleterre 2010-2011 - Brøndby IF Champion du Danemark 2010-2011 | - FFC Turbine Potsdam Champion d'Allemagne 2010-2011 - FFC Francfort Vice-champion d'Allemagne 2010-2011 - LBFC Malmö Champion de Suède 2010 - Kopparbergs/Göteborg FC Vice-champion de Suède 2010 - Olympique lyonnais Champion de France 2010-2011 - Paris Saint-Germain Vice-champion de France 2010-2011 - WFC Rossiyanka Champion de Russie 2010 - FC Energiya Voronej Vice-champion de Russie 2010 - Arsenal LFC Vainqueur de la Coupe d'Angleterre 2010-2011 - Bristol Academy WFC Finaliste de la Coupe d'Angleterre 2010-2011 - Brøndby IF Champion du Danemark 2010-2011 | - FFC Turbine Potsdam Champion d'Allemagne 2010-2011 - FFC Francfort Vice-champion d'Allemagne 2010-2011 - LBFC Malmö Champion de Suède 2010 - Kopparbergs/Göteborg FC Vice-champion de Suède 2010 - Olympique lyonnais Champion de France 2010-2011 - Paris Saint-Germain Vice-champion de France 2010-2011 - WFC Rossiyanka Champion de Russie 2010 - FC Energiya Voronej Vice-champion de Russie 2010 - Arsenal LFC Vainqueur de la Coupe d'Angleterre 2010-2011 - Bristol Academy WFC Finaliste de la Coupe d'Angleterre 2010-2011 - Brøndby IF Champion du Danemark 2010-2011 | - FFC Turbine Potsdam Champion d'Allemagne 2010-2011 - FFC Francfort Vice-champion d'Allemagne 2010-2011 - LBFC Malmö Champion de Suède 2010 - Kopparbergs/Göteborg FC Vice-champion de Suède 2010 - Olympique lyonnais Champion de France 2010-2011 - Paris Saint-Germain Vice-champion de France 2010-2011 - WFC Rossiyanka Champion de Russie 2010 - FC Energiya Voronej Vice-champion de Russie 2010 - Arsenal LFC Vainqueur de la Coupe d'Angleterre 2010-2011 - Bristol Academy WFC Finaliste de la Coupe d'Angleterre 2010-2011 - Brøndby IF Champion du Danemark 2010-2011 | - FFC Turbine Potsdam Champion d'Allemagne 2010-2011 - FFC Francfort Vice-champion d'Allemagne 2010-2011 - LBFC Malmö Champion de Suède 2010 - Kopparbergs/Göteborg FC Vice-champion de Suède 2010 - Olympique lyonnais Champion de France 2010-2011 - Paris Saint-Germain Vice-champion de France 2010-2011 - WFC Rossiyanka Champion de Russie 2010 - FC Energiya Voronej Vice-champion de Russie 2010 - Arsenal LFC Vainqueur de la Coupe d'Angleterre 2010-2011 - Bristol Academy WFC Finaliste de la Coupe d'Angleterre 2010-2011 - Brøndby IF Champion du Danemark 2010-2011 | - FFC Turbine Potsdam Champion d'Allemagne 2010-2011 - FFC Francfort Vice-champion d'Allemagne 2010-2011 - LBFC Malmö Champion de Suède 2010 - Kopparbergs/Göteborg FC Vice-champion de Suède 2010 - Olympique lyonnais Champion de France 2010-2011 - Paris Saint-Germain Vice-champion de France 2010-2011 - WFC Rossiyanka Champion de Russie 2010 - FC Energiya Voronej Vice-champion de Russie 2010 - Arsenal LFC Vainqueur de la Coupe d'Angleterre 2010-2011 - Bristol Academy WFC Finaliste de la Coupe d'Angleterre 2010-2011 - Brøndby IF Champion du Danemark 2010-2011 | - FFC Turbine Potsdam Champion d'Allemagne 2010-2011 - FFC Francfort Vice-champion d'Allemagne 2010-2011 - LBFC Malmö Champion de Suède 2010 - Kopparbergs/Göteborg FC Vice-champion de Suède 2010 - Olympique lyonnais Champion de France 2010-2011 - Paris Saint-Germain Vice-champion de France 2010-2011 - WFC Rossiyanka Champion de Russie 2010 - FC Energiya Voronej Vice-champion de Russie 2010 - Arsenal LFC Vainqueur de la Coupe d'Angleterre 2010-2011 - Bristol Academy WFC Finaliste de la Coupe d'Angleterre 2010-2011 - Brøndby IF Champion du Danemark 2010-2011 | - FFC Turbine Potsdam Champion d'Allemagne 2010-2011 - FFC Francfort Vice-champion d'Allemagne 2010-2011 - LBFC Malmö Champion de Suède 2010 - Kopparbergs/Göteborg FC Vice-champion de Suède 2010 - Olympique lyonnais Champion de France 2010-2011 - Paris Saint-Germain Vice-champion de France 2010-2011 - WFC Rossiyanka Champion de Russie 2010 - FC Energiya Voronej Vice-champion de Russie 2010 - Arsenal LFC Vainqueur de la Coupe d'Angleterre 2010-2011 - Bristol Academy WFC Finaliste de la Coupe d'Angleterre 2010-2011 - Brøndby IF Champion du Danemark 2010-2011 | - Fortuna Hjørring Vice-champion du Danemark 2010-2011 - Torres CF Champion d'Italie 2010-2011 - UPC Tavagnacco Vice-champion d'Italie 2010-2011 - Valur Reykjavík Champion d'Islande 2010 - Thór Akureyri Vice-champion d'Islande 2010 - AC Sparta Prague Champion de République tchèque 2010-2011 - Stabæk Fotball Champion de Norvège 2010 - SV Neulengbach Champion d'Autriche 2010-2011 - FC Twente Champion des Pays-Bas 2010-2011 - Standard de Liège Champion de Belgique 2010-2011 - CSHVSM Kairat Champion du Kazakhstan 2010 | - Fortuna Hjørring Vice-champion du Danemark 2010-2011 - Torres CF Champion d'Italie 2010-2011 - UPC Tavagnacco Vice-champion d'Italie 2010-2011 - Valur Reykjavík Champion d'Islande 2010 - Thór Akureyri Vice-champion d'Islande 2010 - AC Sparta Prague Champion de République tchèque 2010-2011 - Stabæk Fotball Champion de Norvège 2010 - SV Neulengbach Champion d'Autriche 2010-2011 - FC Twente Champion des Pays-Bas 2010-2011 - Standard de Liège Champion de Belgique 2010-2011 - CSHVSM Kairat Champion du Kazakhstan 2010 | - Fortuna Hjørring Vice-champion du Danemark 2010-2011 - Torres CF Champion d'Italie 2010-2011 - UPC Tavagnacco Vice-champion d'Italie 2010-2011 - Valur Reykjavík Champion d'Islande 2010 - Thór Akureyri Vice-champion d'Islande 2010 - AC Sparta Prague Champion de République tchèque 2010-2011 - Stabæk Fotball Champion de Norvège 2010 - SV Neulengbach Champion d'Autriche 2010-2011 - FC Twente Champion des Pays-Bas 2010-2011 - Standard de Liège Champion de Belgique 2010-2011 - CSHVSM Kairat Champion du Kazakhstan 2010 | - Fortuna Hjørring Vice-champion du Danemark 2010-2011 - Torres CF Champion d'Italie 2010-2011 - UPC Tavagnacco Vice-champion d'Italie 2010-2011 - Valur Reykjavík Champion d'Islande 2010 - Thór Akureyri Vice-champion d'Islande 2010 - AC Sparta Prague Champion de République tchèque 2010-2011 - Stabæk Fotball Champion de Norvège 2010 - SV Neulengbach Champion d'Autriche 2010-2011 - FC Twente Champion des Pays-Bas 2010-2011 - Standard de Liège Champion de Belgique 2010-2011 - CSHVSM Kairat Champion du Kazakhstan 2010 | - Fortuna Hjørring Vice-champion du Danemark 2010-2011 - Torres CF Champion d'Italie 2010-2011 - UPC Tavagnacco Vice-champion d'Italie 2010-2011 - Valur Reykjavík Champion d'Islande 2010 - Thór Akureyri Vice-champion d'Islande 2010 - AC Sparta Prague Champion de République tchèque 2010-2011 - Stabæk Fotball Champion de Norvège 2010 - SV Neulengbach Champion d'Autriche 2010-2011 - FC Twente Champion des Pays-Bas 2010-2011 - Standard de Liège Champion de Belgique 2010-2011 - CSHVSM Kairat Champion du Kazakhstan 2010 | - Fortuna Hjørring Vice-champion du Danemark 2010-2011 - Torres CF Champion d'Italie 2010-2011 - UPC Tavagnacco Vice-champion d'Italie 2010-2011 - Valur Reykjavík Champion d'Islande 2010 - Thór Akureyri Vice-champion d'Islande 2010 - AC Sparta Prague Champion de République tchèque 2010-2011 - Stabæk Fotball Champion de Norvège 2010 - SV Neulengbach Champion d'Autriche 2010-2011 - FC Twente Champion des Pays-Bas 2010-2011 - Standard de Liège Champion de Belgique 2010-2011 - CSHVSM Kairat Champion du Kazakhstan 2010 | - Fortuna Hjørring Vice-champion du Danemark 2010-2011 - Torres CF Champion d'Italie 2010-2011 - UPC Tavagnacco Vice-champion d'Italie 2010-2011 - Valur Reykjavík Champion d'Islande 2010 - Thór Akureyri Vice-champion d'Islande 2010 - AC Sparta Prague Champion de République tchèque 2010-2011 - Stabæk Fotball Champion de Norvège 2010 - SV Neulengbach Champion d'Autriche 2010-2011 - FC Twente Champion des Pays-Bas 2010-2011 - Standard de Liège Champion de Belgique 2010-2011 - CSHVSM Kairat Champion du Kazakhstan 2010 | - Fortuna Hjørring Vice-champion du Danemark 2010-2011 - Torres CF Champion d'Italie 2010-2011 - UPC Tavagnacco Vice-champion d'Italie 2010-2011 - Valur Reykjavík Champion d'Islande 2010 - Thór Akureyri Vice-champion d'Islande 2010 - AC Sparta Prague Champion de République tchèque 2010-2011 - Stabæk Fotball Champion de Norvège 2010 - SV Neulengbach Champion d'Autriche 2010-2011 - FC Twente Champion des Pays-Bas 2010-2011 - Standard de Liège Champion de Belgique 2010-2011 - CSHVSM Kairat Champion du Kazakhstan 2010 |
| Tour de qualification | | | | | | | | | | | | | | | |
| - Rayo Vallecano Champion d'Espagne 2010-2011 - FC Bobruitchanka Champion de Biélorussie 2010 - BSC Young Boys Champion de Suisse 2010-2011 - RTP Unia Racibórz Champion de Pologne 2010-2011 - FC Legenda Tchernihiv Champion d'Ukraine 2010 - PK-35 Vantaa Champion de Finlande 2010 - MTK Budapest (en) Champion de Hongrie 2010-2011 - ŽNK SFK 2000 Sarajevo Champion de Bosnie-Herzégovine 2010-2011 - ŽFK Spartak Subotica Champion de Serbie 2010-2011 - PAOK Salonique Champion de Grèce 2010-2011 - SU 1er Décembre Champion du Portugal 2010-2011 - CFF Olimpia Cluj-Napoca Champion de Roumanie 2010-2011 - Glasgow City LFC Champion d'Écosse 2010 - FC NSA Sofia Champion de Bulgarie 2010-2011 - ASA Tel-Aviv Champion d'Israël 2010-2011 - FK Gintra Universitetas Champion de Lituanie 2010 | - Rayo Vallecano Champion d'Espagne 2010-2011 - FC Bobruitchanka Champion de Biélorussie 2010 - BSC Young Boys Champion de Suisse 2010-2011 - RTP Unia Racibórz Champion de Pologne 2010-2011 - FC Legenda Tchernihiv Champion d'Ukraine 2010 - PK-35 Vantaa Champion de Finlande 2010 - MTK Budapest (en) Champion de Hongrie 2010-2011 - ŽNK SFK 2000 Sarajevo Champion de Bosnie-Herzégovine 2010-2011 - ŽFK Spartak Subotica Champion de Serbie 2010-2011 - PAOK Salonique Champion de Grèce 2010-2011 - SU 1er Décembre Champion du Portugal 2010-2011 - CFF Olimpia Cluj-Napoca Champion de Roumanie 2010-2011 - Glasgow City LFC Champion d'Écosse 2010 - FC NSA Sofia Champion de Bulgarie 2010-2011 - ASA Tel-Aviv Champion d'Israël 2010-2011 - FK Gintra Universitetas Champion de Lituanie 2010 | - Rayo Vallecano Champion d'Espagne 2010-2011 - FC Bobruitchanka Champion de Biélorussie 2010 - BSC Young Boys Champion de Suisse 2010-2011 - RTP Unia Racibórz Champion de Pologne 2010-2011 - FC Legenda Tchernihiv Champion d'Ukraine 2010 - PK-35 Vantaa Champion de Finlande 2010 - MTK Budapest (en) Champion de Hongrie 2010-2011 - ŽNK SFK 2000 Sarajevo Champion de Bosnie-Herzégovine 2010-2011 - ŽFK Spartak Subotica Champion de Serbie 2010-2011 - PAOK Salonique Champion de Grèce 2010-2011 - SU 1er Décembre Champion du Portugal 2010-2011 - CFF Olimpia Cluj-Napoca Champion de Roumanie 2010-2011 - Glasgow City LFC Champion d'Écosse 2010 - FC NSA Sofia Champion de Bulgarie 2010-2011 - ASA Tel-Aviv Champion d'Israël 2010-2011 - FK Gintra Universitetas Champion de Lituanie 2010 | - Rayo Vallecano Champion d'Espagne 2010-2011 - FC Bobruitchanka Champion de Biélorussie 2010 - BSC Young Boys Champion de Suisse 2010-2011 - RTP Unia Racibórz Champion de Pologne 2010-2011 - FC Legenda Tchernihiv Champion d'Ukraine 2010 - PK-35 Vantaa Champion de Finlande 2010 - MTK Budapest (en) Champion de Hongrie 2010-2011 - ŽNK SFK 2000 Sarajevo Champion de Bosnie-Herzégovine 2010-2011 - ŽFK Spartak Subotica Champion de Serbie 2010-2011 - PAOK Salonique Champion de Grèce 2010-2011 - SU 1er Décembre Champion du Portugal 2010-2011 - CFF Olimpia Cluj-Napoca Champion de Roumanie 2010-2011 - Glasgow City LFC Champion d'Écosse 2010 - FC NSA Sofia Champion de Bulgarie 2010-2011 - ASA Tel-Aviv Champion d'Israël 2010-2011 - FK Gintra Universitetas Champion de Lituanie 2010 | - Rayo Vallecano Champion d'Espagne 2010-2011 - FC Bobruitchanka Champion de Biélorussie 2010 - BSC Young Boys Champion de Suisse 2010-2011 - RTP Unia Racibórz Champion de Pologne 2010-2011 - FC Legenda Tchernihiv Champion d'Ukraine 2010 - PK-35 Vantaa Champion de Finlande 2010 - MTK Budapest (en) Champion de Hongrie 2010-2011 - ŽNK SFK 2000 Sarajevo Champion de Bosnie-Herzégovine 2010-2011 - ŽFK Spartak Subotica Champion de Serbie 2010-2011 - PAOK Salonique Champion de Grèce 2010-2011 - SU 1er Décembre Champion du Portugal 2010-2011 - CFF Olimpia Cluj-Napoca Champion de Roumanie 2010-2011 - Glasgow City LFC Champion d'Écosse 2010 - FC NSA Sofia Champion de Bulgarie 2010-2011 - ASA Tel-Aviv Champion d'Israël 2010-2011 - FK Gintra Universitetas Champion de Lituanie 2010 | - Rayo Vallecano Champion d'Espagne 2010-2011 - FC Bobruitchanka Champion de Biélorussie 2010 - BSC Young Boys Champion de Suisse 2010-2011 - RTP Unia Racibórz Champion de Pologne 2010-2011 - FC Legenda Tchernihiv Champion d'Ukraine 2010 - PK-35 Vantaa Champion de Finlande 2010 - MTK Budapest (en) Champion de Hongrie 2010-2011 - ŽNK SFK 2000 Sarajevo Champion de Bosnie-Herzégovine 2010-2011 - ŽFK Spartak Subotica Champion de Serbie 2010-2011 - PAOK Salonique Champion de Grèce 2010-2011 - SU 1er Décembre Champion du Portugal 2010-2011 - CFF Olimpia Cluj-Napoca Champion de Roumanie 2010-2011 - Glasgow City LFC Champion d'Écosse 2010 - FC NSA Sofia Champion de Bulgarie 2010-2011 - ASA Tel-Aviv Champion d'Israël 2010-2011 - FK Gintra Universitetas Champion de Lituanie 2010 | - Rayo Vallecano Champion d'Espagne 2010-2011 - FC Bobruitchanka Champion de Biélorussie 2010 - BSC Young Boys Champion de Suisse 2010-2011 - RTP Unia Racibórz Champion de Pologne 2010-2011 - FC Legenda Tchernihiv Champion d'Ukraine 2010 - PK-35 Vantaa Champion de Finlande 2010 - MTK Budapest (en) Champion de Hongrie 2010-2011 - ŽNK SFK 2000 Sarajevo Champion de Bosnie-Herzégovine 2010-2011 - ŽFK Spartak Subotica Champion de Serbie 2010-2011 - PAOK Salonique Champion de Grèce 2010-2011 - SU 1er Décembre Champion du Portugal 2010-2011 - CFF Olimpia Cluj-Napoca Champion de Roumanie 2010-2011 - Glasgow City LFC Champion d'Écosse 2010 - FC NSA Sofia Champion de Bulgarie 2010-2011 - ASA Tel-Aviv Champion d'Israël 2010-2011 - FK Gintra Universitetas Champion de Lituanie 2010 | - Rayo Vallecano Champion d'Espagne 2010-2011 - FC Bobruitchanka Champion de Biélorussie 2010 - BSC Young Boys Champion de Suisse 2010-2011 - RTP Unia Racibórz Champion de Pologne 2010-2011 - FC Legenda Tchernihiv Champion d'Ukraine 2010 - PK-35 Vantaa Champion de Finlande 2010 - MTK Budapest (en) Champion de Hongrie 2010-2011 - ŽNK SFK 2000 Sarajevo Champion de Bosnie-Herzégovine 2010-2011 - ŽFK Spartak Subotica Champion de Serbie 2010-2011 - PAOK Salonique Champion de Grèce 2010-2011 - SU 1er Décembre Champion du Portugal 2010-2011 - CFF Olimpia Cluj-Napoca Champion de Roumanie 2010-2011 - Glasgow City LFC Champion d'Écosse 2010 - FC NSA Sofia Champion de Bulgarie 2010-2011 - ASA Tel-Aviv Champion d'Israël 2010-2011 - FK Gintra Universitetas Champion de Lituanie 2010 | - Swansea City LFC Champion du pays de Galles 2010-2011 - ŠK Slovan Bratislava Champion de Slovaquie 2010-2011 - Goliador Chişinău (en) Champion de Moldavie 2010-2011 - ŽNK Krka Champion de Slovénie 2010-2011 - ŽNK Osijek Champion de Croatie 2010-2011 - KÍ Klaksvík Champion des Îles Féroé 2010 - Peamount United Vainqueur de la Coupe d'Irlande 2010 - Apollon Limassol LFC Champion de Chypre 2010-2011 - CS Newtownabbey Champion d'Irlande du Nord 2010 - ZFK Naše Taksi Champion de Macédoine 2010-2011 - Pärnu JK Champion d'Estonie 2010 - Ataşehir Belediyesi Champion de Turquie 2010-2011 - KS Ada Velipojë Champion d'Albanie 2010-2011 - FK Liepājas Metalurgs Champion de Lettonie 2010 - FC Progrès Niedercorn Champion du Luxembourg 2010-2011 - Mosta FC Champion de Malte 2010-2011 | - Swansea City LFC Champion du pays de Galles 2010-2011 - ŠK Slovan Bratislava Champion de Slovaquie 2010-2011 - Goliador Chişinău (en) Champion de Moldavie 2010-2011 - ŽNK Krka Champion de Slovénie 2010-2011 - ŽNK Osijek Champion de Croatie 2010-2011 - KÍ Klaksvík Champion des Îles Féroé 2010 - Peamount United Vainqueur de la Coupe d'Irlande 2010 - Apollon Limassol LFC Champion de Chypre 2010-2011 - CS Newtownabbey Champion d'Irlande du Nord 2010 - ZFK Naše Taksi Champion de Macédoine 2010-2011 - Pärnu JK Champion d'Estonie 2010 - Ataşehir Belediyesi Champion de Turquie 2010-2011 - KS Ada Velipojë Champion d'Albanie 2010-2011 - FK Liepājas Metalurgs Champion de Lettonie 2010 - FC Progrès Niedercorn Champion du Luxembourg 2010-2011 - Mosta FC Champion de Malte 2010-2011 | - Swansea City LFC Champion du pays de Galles 2010-2011 - ŠK Slovan Bratislava Champion de Slovaquie 2010-2011 - Goliador Chişinău (en) Champion de Moldavie 2010-2011 - ŽNK Krka Champion de Slovénie 2010-2011 - ŽNK Osijek Champion de Croatie 2010-2011 - KÍ Klaksvík Champion des Îles Féroé 2010 - Peamount United Vainqueur de la Coupe d'Irlande 2010 - Apollon Limassol LFC Champion de Chypre 2010-2011 - CS Newtownabbey Champion d'Irlande du Nord 2010 - ZFK Naše Taksi Champion de Macédoine 2010-2011 - Pärnu JK Champion d'Estonie 2010 - Ataşehir Belediyesi Champion de Turquie 2010-2011 - KS Ada Velipojë Champion d'Albanie 2010-2011 - FK Liepājas Metalurgs Champion de Lettonie 2010 - FC Progrès Niedercorn Champion du Luxembourg 2010-2011 - Mosta FC Champion de Malte 2010-2011 | - Swansea City LFC Champion du pays de Galles 2010-2011 - ŠK Slovan Bratislava Champion de Slovaquie 2010-2011 - Goliador Chişinău (en) Champion de Moldavie 2010-2011 - ŽNK Krka Champion de Slovénie 2010-2011 - ŽNK Osijek Champion de Croatie 2010-2011 - KÍ Klaksvík Champion des Îles Féroé 2010 - Peamount United Vainqueur de la Coupe d'Irlande 2010 - Apollon Limassol LFC Champion de Chypre 2010-2011 - CS Newtownabbey Champion d'Irlande du Nord 2010 - ZFK Naše Taksi Champion de Macédoine 2010-2011 - Pärnu JK Champion d'Estonie 2010 - Ataşehir Belediyesi Champion de Turquie 2010-2011 - KS Ada Velipojë Champion d'Albanie 2010-2011 - FK Liepājas Metalurgs Champion de Lettonie 2010 - FC Progrès Niedercorn Champion du Luxembourg 2010-2011 - Mosta FC Champion de Malte 2010-2011 | - Swansea City LFC Champion du pays de Galles 2010-2011 - ŠK Slovan Bratislava Champion de Slovaquie 2010-2011 - Goliador Chişinău (en) Champion de Moldavie 2010-2011 - ŽNK Krka Champion de Slovénie 2010-2011 - ŽNK Osijek Champion de Croatie 2010-2011 - KÍ Klaksvík Champion des Îles Féroé 2010 - Peamount United Vainqueur de la Coupe d'Irlande 2010 - Apollon Limassol LFC Champion de Chypre 2010-2011 - CS Newtownabbey Champion d'Irlande du Nord 2010 - ZFK Naše Taksi Champion de Macédoine 2010-2011 - Pärnu JK Champion d'Estonie 2010 - Ataşehir Belediyesi Champion de Turquie 2010-2011 - KS Ada Velipojë Champion d'Albanie 2010-2011 - FK Liepājas Metalurgs Champion de Lettonie 2010 - FC Progrès Niedercorn Champion du Luxembourg 2010-2011 - Mosta FC Champion de Malte 2010-2011 | - Swansea City LFC Champion du pays de Galles 2010-2011 - ŠK Slovan Bratislava Champion de Slovaquie 2010-2011 - Goliador Chişinău (en) Champion de Moldavie 2010-2011 - ŽNK Krka Champion de Slovénie 2010-2011 - ŽNK Osijek Champion de Croatie 2010-2011 - KÍ Klaksvík Champion des Îles Féroé 2010 - Peamount United Vainqueur de la Coupe d'Irlande 2010 - Apollon Limassol LFC Champion de Chypre 2010-2011 - CS Newtownabbey Champion d'Irlande du Nord 2010 - ZFK Naše Taksi Champion de Macédoine 2010-2011 - Pärnu JK Champion d'Estonie 2010 - Ataşehir Belediyesi Champion de Turquie 2010-2011 - KS Ada Velipojë Champion d'Albanie 2010-2011 - FK Liepājas Metalurgs Champion de Lettonie 2010 - FC Progrès Niedercorn Champion du Luxembourg 2010-2011 - Mosta FC Champion de Malte 2010-2011 | - Swansea City LFC Champion du pays de Galles 2010-2011 - ŠK Slovan Bratislava Champion de Slovaquie 2010-2011 - Goliador Chişinău (en) Champion de Moldavie 2010-2011 - ŽNK Krka Champion de Slovénie 2010-2011 - ŽNK Osijek Champion de Croatie 2010-2011 - KÍ Klaksvík Champion des Îles Féroé 2010 - Peamount United Vainqueur de la Coupe d'Irlande 2010 - Apollon Limassol LFC Champion de Chypre 2010-2011 - CS Newtownabbey Champion d'Irlande du Nord 2010 - ZFK Naše Taksi Champion de Macédoine 2010-2011 - Pärnu JK Champion d'Estonie 2010 - Ataşehir Belediyesi Champion de Turquie 2010-2011 - KS Ada Velipojë Champion d'Albanie 2010-2011 - FK Liepājas Metalurgs Champion de Lettonie 2010 - FC Progrès Niedercorn Champion du Luxembourg 2010-2011 - Mosta FC Champion de Malte 2010-2011 | - Swansea City LFC Champion du pays de Galles 2010-2011 - ŠK Slovan Bratislava Champion de Slovaquie 2010-2011 - Goliador Chişinău (en) Champion de Moldavie 2010-2011 - ŽNK Krka Champion de Slovénie 2010-2011 - ŽNK Osijek Champion de Croatie 2010-2011 - KÍ Klaksvík Champion des Îles Féroé 2010 - Peamount United Vainqueur de la Coupe d'Irlande 2010 - Apollon Limassol LFC Champion de Chypre 2010-2011 - CS Newtownabbey Champion d'Irlande du Nord 2010 - ZFK Naše Taksi Champion de Macédoine 2010-2011 - Pärnu JK Champion d'Estonie 2010 - Ataşehir Belediyesi Champion de Turquie 2010-2011 - KS Ada Velipojë Champion d'Albanie 2010-2011 - FK Liepājas Metalurgs Champion de Lettonie 2010 - FC Progrès Niedercorn Champion du Luxembourg 2010-2011 - Mosta FC Champion de Malte 2010-2011 |

## Calendrier de la compétition
| Nom                           | Date aller                    | Date retour                   | Équipes participantes         | Équipes restantes             | Date tirage au sort           |
| Phase de qualification (2011) | Phase de qualification (2011) | Phase de qualification (2011) | Phase de qualification (2011) | Phase de qualification (2011) | Phase de qualification (2011) |
| ----------------------------- | ----------------------------- | ----------------------------- | ----------------------------- | ----------------------------- | ----------------------------- |
| Phase de qualification        | du 11 au 16 août              | du 11 au 16 août              | 32                            | 32                            | 23 juin                       |
| Phase finale (2011-2012)      |                               |                               |                               |                               |                               |
| Seizièmes de finale           | 28-29 septembre               | 5-6 octobre                   | 32                            | 16                            | 23 août                       |
| Huitièmes de finale           | 2-3 novembre                  | 9-10 novembre                 | 16                            | 8                             | 23 août                       |
| Quarts de finale              | 14-15 mars                    | 21-22 mars                    | 8                             | 4                             | 17 novembre                   |
| Demi-finale                   | 14-15 avril                   | 21-22 avril                   | 4                             | 2                             | 17 novembre                   |
| Finale                        | jeudi 17 mai                  | jeudi 17 mai                  | 2                             | 1                             | 17 novembre                   |

## Phase de qualification
La phase de groupes est composée de huit groupes de quatre équipes réparties dans les chapeaux suivants selon le coefficient UEFA des clubs à l'issue de la saison 2010-2011 :
| Chapeau 1             | Coeff. | Chapeau 2               | Coeff. | Chapeau 3               | Coeff. | Chapeau 4             | Coeff. |
| --------------------- | ------ | ----------------------- | ------ | ----------------------- | ------ | --------------------- | ------ |
| Rayo Vallecano        | 19,755 | ŽNK Krka                | 8,310  | ŽFK Spartak Subotica    | 3,300  | CS Newtownabbey       | 0,495  |
| PAOK Salonique        | 15,960 | MTK Budapest (en)       | 8,290  | ASA Tel-Aviv            | 2,980  | Ataşehir Belediyesi   | 0,495  |
| RTP Unia Racibórz     | 14,785 | FK Gintra Universitetas | 7,315  | Swansea City LFC        | 2,485  | Pärnu JK              | 0,330  |
| FC Legenda Tchernihiv | 10,620 | Apollon Limassol LFC    | 6,650  | ŠK Slovan Bratislava    | 2,485  | ZFK Naše Taksi        | 0,330  |
| FC NSA Sofia          | 09,975 | FC Bobruitchanka        | 5,445  | CFF Olimpia Cluj-Napoca | 2,475  | KS Ada Velipojë       | 0,000  |
| SU 1er Décembre       | 09,975 | KÍ Klaksvík             | 4,655  | ŽNK Osijek              | 2,325  | FK Liepājas Metalurgs | 0,000  |
| Glasgow City LFC      | 09,635 | PK-35 Vantaa            | 4,290  | Peamount United         | 1,155  | FC Progrès Niedercorn | 0,000  |
| ŽNK SFK 2000 Sarajevo | 09,310 | BSC Young Boys          | 3,960  | Goliador Chişinău (en)  | 0,825  | Mosta FC              | 0,000  |

### Groupe A
Les matchs se déroulent à Skopje en Macédoine.
| Rang | Équipe                 | Pts | J | G | N | P | Bp | Bc | Diff |
| ---- | ---------------------- | --- | - | - | - | - | -- | -- | ---- |
| 1    | BSC Young Boys         | 7   | 3 | 2 | 1 | 0 | 11 | 2  | +9   |
| 2    | ZFK Naše Taksi         | 6   | 3 | 2 | 0 | 1 | 8  | 3  | +5   |
| 3    | PAOK Salonique         | 4   | 3 | 1 | 1 | 1 | 4  | 2  | +2   |
| 4    | Goliador Chişinău (en) | 0   | 3 | 0 | 0 | 3 | 0  | 16 | -16  |

| Résultats (▼dom., ►ext.) |  |     |     |     |
| Goliador Chişinău (en)   |  | 0-3 | 0-6 | 0-7 |
| PAOK Salonique           |  |     | 0-1 | 1-1 |
| ZFK Naše Taksi           |  |     |     | 1-3 |
| BSC Young Boys           |  |     |     |     |

### Groupe B
Les matchs se déroulent à Sintra au Portugal.
| Rang | Équipe                | Pts | J | G | N | P | Bp | Bc | Diff |
| ---- | --------------------- | --- | - | - | - | - | -- | -- | ---- |
| 1    | ASA Tel-Aviv          | 7   | 3 | 2 | 1 | 0 | 6  | 2  | +4   |
| 2    | SU 1er Décembre       | 5   | 3 | 1 | 2 | 0 | 5  | 1  | +4   |
| 3    | MTK Budapest (en)     | 4   | 3 | 1 | 1 | 1 | 12 | 1  | +11  |
| 4    | FK Liepājas Metalurgs | 0   | 3 | 0 | 0 | 3 | 1  | 20 | -19  |

| Résultats (▼dom., ►ext.) |  |     |     |      |
| SU 1er Décembre          |  | 1-1 | 0-0 | 0-7  |
| ASA Tel-Aviv             |  |     | 0-1 | 4-1  |
| MTK Budapest (en)        |  |     |     | 12-0 |
| FK Liepājas Metalurgs    |  |     |     |      |

### Groupe C
Les matchs se déroulent à Novo Mesto en Slovénie.
| Rang | Équipe          | Pts | J | G | N | P | Bp | Bc | Diff |
| ---- | --------------- | --- | - | - | - | - | -- | -- | ---- |
| 1    | Rayo Vallecano  | 9   | 3 | 3 | 0 | 0 | 9  | 1  | +8   |
| 2    | Peamount United | 6   | 3 | 2 | 0 | 1 | 12 | 2  | +10  |
| 3    | Pärnu JK        | 3   | 3 | 1 | 0 | 2 | 4  | 10 | -6   |
| 4    | ŽNK Krka        | 0   | 3 | 0 | 0 | 3 | 1  | 13 | -12  |

| Résultats (▼dom., ►ext.) |  |     |     |     |
| ŽNK Krka                 |  | 1-2 | 0-7 | 0-4 |
| Pärnu JK                 |  |     | 1-5 | 1-4 |
| Peamount United          |  |     |     | 0-1 |
| Rayo Vallecano           |  |     |     |     |

### Groupe D
Les matchs se déroulent à Sarajevo en Bosnie-Herzégovine.
| Rang | Équipe                  | Pts | J | G | N | P | Bp | Bc | Diff |
| ---- | ----------------------- | --- | - | - | - | - | -- | -- | ---- |
| 1    | CFF Olimpia Cluj-Napoca | 9   | 3 | 3 | 0 | 0 | 12 | 2  | +10  |
| 2    | ŽNK SFK 2000 Sarajevo   | 6   | 3 | 2 | 0 | 1 | 7  | 5  | +2   |
| 3    | Ataşehir Belediyesi     | 1   | 3 | 0 | 1 | 2 | 3  | 9  | -6   |
| 4    | FK Gintra Universitetas | 1   | 3 | 0 | 1 | 2 | 2  | 8  | -6   |

| Résultats (▼dom., ►ext.) |  |     |     |     |
| Ataşehir Belediyesi      |  | 1-1 | 1-4 | 1-4 |
| FK Gintra Universitetas  |  |     | 0-5 | 1-2 |
| CFF Olimpia Cluj-Napoca  |  |     |     | 3-1 |
| ŽNK SFK 2000 Sarajevo    |  |     |     |     |

### Groupe E
Les matchs se déroulent à Subotica en Serbie.
| Rang | Équipe               | Pts | J | G | N | P | Bp | Bc | Diff |
| ---- | -------------------- | --- | - | - | - | - | -- | -- | ---- |
| 1    | Glasgow City LFC     | 9   | 3 | 3 | 0 | 0 | 17 | 0  | +17  |
| 2    | ŽFK Spartak Subotica | 6   | 3 | 2 | 0 | 1 | 15 | 6  | +9   |
| 3    | KÍ Klaksvík          | 3   | 3 | 1 | 0 | 2 | 3  | 9  | -6   |
| 4    | Mosta FC             | 0   | 3 | 0 | 0 | 3 | 0  | 20 | -20  |

| Résultats (▼dom., ►ext.) |  |     |     |      |
| Glasgow City LFC         |  | 5-0 | 8-0 | 4-0  |
| KÍ Klaksvík              |  |     | 1-0 | 2-4  |
| Mosta FC                 |  |     |     | 0-11 |
| ŽFK Spartak Subotica     |  |     |     |      |

### Groupe F
Les matchs se déroulent à Vantaa en Finlande.
| Rang | Équipe               | Pts | J | G | N | P | Bp | Bc | Diff |
| ---- | -------------------- | --- | - | - | - | - | -- | -- | ---- |
| 1    | PK-35 Vantaa         | 7   | 3 | 2 | 1 | 0 | 12 | 1  | +11  |
| 2    | ŠK Slovan Bratislava | 6   | 3 | 2 | 0 | 1 | 17 | 1  | +16  |
| 3    | RTP Unia Racibórz    | 4   | 3 | 1 | 1 | 1 | 9  | 2  | +7   |
| 4    | KS Ada Velipojë      | 0   | 3 | 0 | 0 | 3 | 0  | 34 | -34  |

| Résultats (▼dom., ►ext.) |  |     |     |      |
| ŠK Slovan Bratislava     |  | 1-0 | 0-1 | 16-0 |
| RTP Unia Racibórz        |  |     | 1-1 | 8-0  |
| PK-35 Vantaa             |  |     |     | 10-0 |
| KS Ada Velipojë          |  |     |     |      |

### Groupe G
Les matchs se déroulent à Limassol à Chypre.
| Rang | Équipe                | Pts | J | G | N | P | Bp | Bc | Diff |
| ---- | --------------------- | --- | - | - | - | - | -- | -- | ---- |
| 1    | Apollon Limassol LFC  | 9   | 3 | 3 | 0 | 0 | 24 | 1  | +23  |
| 2    | FC Legenda Tchernihiv | 6   | 3 | 2 | 0 | 1 | 11 | 2  | +9   |
| 3    | Swansea City LFC      | 3   | 3 | 1 | 0 | 2 | 4  | 10 | -6   |
| 4    | FC Progrès Niedercorn | 0   | 3 | 0 | 0 | 3 | 0  | 26 | -26  |

| Résultats (▼dom., ►ext.) |  |     |      |     |
| FC Legenda Tchernihiv    |  | 1-2 | 8-0  | 2-0 |
| Apollon Limassol LFC     |  |     | 14-0 | 8-0 |
| FC Progrès Niedercorn    |  |     |      | 0-4 |
| Swansea City LFC         |  |     |      |     |

### Groupe H
Les matchs se déroulent à Osijek en Croatie.
| Rang | Équipe           | Pts | J | G | N | P | Bp | Bc | Diff |
| ---- | ---------------- | --- | - | - | - | - | -- | -- | ---- |
| 1    | ŽNK Osijek       | 7   | 3 | 2 | 1 | 0 | 7  | 2  | +5   |
| 2    | FC Bobruitchanka | 6   | 3 | 2 | 0 | 1 | 10 | 1  | +9   |
| 3    | FC NSA Sofia     | 4   | 3 | 1 | 1 | 1 | 2  | 4  | -2   |
| 4    | CS Newtownabbey  | 0   | 3 | 0 | 0 | 3 | 1  | 13 | -12  |

| Résultats (▼dom., ►ext.) |  |     |     |     |
| FC Bobruitchanka         |  | 0-1 | 7-0 | 3-0 |
| ŽNK Osijek               |  |     | 5-1 | 1-1 |
| CS Newtownabbey          |  |     |     | 0-1 |
| FC NSA Sofia             |  |     |     |     |

### Deuxièmes des groupes
Les résultats des deuxièmes de chaque groupe sont repris dans un autre classement où l'on ne tient compte que des résultats face aux premiers et au troisièmes de chaque groupe, les deux meilleurs se qualifient également pour les seizièmes de finale.
| Rang | Équipe                | Pts | J | G | N | P | Bp | Bc | Diff |
| ---- | --------------------- | --- | - | - | - | - | -- | -- | ---- |
| 1    | Peamount United       | 3   | 2 | 1 | 0 | 1 | 5  | 2  | +3   |
| 2    | FC Bobruitchanka      | 3   | 2 | 1 | 0 | 1 | 3  | 1  | +2   |
| 3    | ŽNK SFK 2000 Sarajevo | 3   | 2 | 1 | 0 | 1 | 5  | 4  | +1   |
| 4    | FC Legenda Tchernihiv | 3   | 2 | 1 | 0 | 1 | 3  | 2  | +1   |
| 5    | ŠK Slovan Bratislava  | 3   | 2 | 1 | 0 | 1 | 1  | 1  | 0    |
| 6    | ZFK Naše Taksi        | 3   | 2 | 1 | 0 | 1 | 2  | 3  | -1   |
| 7    | ŽFK Spartak Subotica  | 3   | 2 | 1 | 0 | 1 | 4  | 6  | -2   |
| 8    | SU 1er Décembre       | 2   | 2 | 0 | 2 | 0 | 1  | 1  | 0    |

## Phase finale
La phase finale oppose les vingt-deux équipes qualifiées directement, les premiers de chaque groupe et les deux meilleurs deuxième lors de matchs aller-retour selon un tirage au sort avec têtes de séries pour les seizièmes de finale puis intégral à partir des huitièmes de finale. Les têtes de série pour les seizièmes de finale sont définies selon le coefficient UEFA 2010-2011 des clubs :
| Tête de série            | Coeff. | Non tête de série                 | Coeff. |
| ------------------------ | ------ | --------------------------------- | ------ |
| Olympique lyonnais       | 94,450 | Bristol Academy WFC               | 17,655 |
| Arsenal LFC              | 77,655 | UPC Tavagnacco                    | 11,550 |
| FFC Turbine Potsdam      | 76,970 | Standard de Liège                 | 10,600 |
| FFC Francfort            | 56,970 | Glasgow City LFC (Qualif.)        | 09,635 |
| WFC Rossiyanka           | 50,150 | Stabæk Fotball                    | 09,075 |
| Brøndby IF               | 47,880 | CSHVSM Kairat                     | 08,280 |
| Torres CF                | 35,550 | Thór Akureyri                     | 08,085 |
| SV Neulengbach           | 31,920 | Apollon Limassol LFC (Qualif.)    | 06,650 |
| AC Sparta Prague         | 27,930 | FC Twente                         | 06,270 |
| Fortuna Hjørring         | 25,880 | FC Bobruitchanka (Qualif.)        | 05,445 |
| Valur Reykjavik          | 25,085 | PK-35 Vantaa (Qualif.)            | 04,290 |
| Paris Saint-Germain      | 21,450 | BSC Young Boys (Qualif.)          | 03,960 |
| Kopparbergs/Göteborg FC  | 21,450 | ASA Tel-Aviv (Qualif.)            | 02,980 |
| LBFC Malmö               | 21,450 | CFF Olimpia Cluj-Napoca (Qualif.) | 02,475 |
| Rayo Vallecano (Qualif.) | 19,755 | ŽNK Osijek (Qualif.)              | 02,325 |
| FC Energiya Voronej      | 18,150 | Peamount United (Qualif.)         | 01,155 |

### Seizièmes de finale
| Pays | Club                    | Aller | Retour | Club                    | Pays |
| ---- | ----------------------- | ----- | ------ | ----------------------- | ---- |
|      | CFF Olimpia Cluj-Napoca | 0-9   | 0-3    | Olympique lyonnais      |      |
|      | Peamount United         | 0-2   | 0-3    | Paris Saint-Germain     |      |
|      | CSHVSM Kairat           | 2-1   | 0-5    | SV Neulengbach          |      |
|      | Apollon Limassol LFC    | 2-2   | 1-2    | AC Sparta Prague        |      |
|      | PK-35 Vantaa            | 1-4   | 0-3    | Rayo Vallecano          |      |
|      | UPC Tavagnacco          | 2-1   | 0-5    | LBFC Malmö              |      |
|      | ŽNK Osijek              | 0-4   | 0-7    | Kopparbergs/Göteborg FC |      |
|      | Glasgow City LFC        | 1-1   | 3-0    | Valur Reykjavik         |      |
|      | BSC Young Boys          | 0-3   | 1-2    | Fortuna Hjørring        |      |
|      | Thór Akureyri           | 0-6   | 2-8    | FFC Turbine Potsdam     |      |
|      | ASA Tel-Aviv            | 0-2   | 2-3    | Torres CF               |      |
|      | FC Twente               | 0-2   | 0-1    | WFC Rossiyanka          |      |
|      | Bristol Academy WFC     | 1-1   | 2-4    | FC Energiya Voronej     |      |
|      | FC Bobruitchanka        | 0-4   | 0-6    | Arsenal LFC             |      |
|      | Standard de Liège       | 0-2   | 4-3    | Brøndby IF              |      |
|      | Stabæk Fotball          | 1-0   | 1-4    | FFC Francfort           |      |

### Huitièmes de finale
| Pays | Club                | Aller | Retour | Club                    | Pays |
| ---- | ------------------- | ----- | ------ | ----------------------- | ---- |
|      | FFC Francfort       | 3-0   | 1-2    | Paris Saint-Germain     |      |
|      | AC Sparta Prague    | 0-6   | 0-6    | Olympique lyonnais      |      |
|      | SV Neulengbach      | 1-3   | 0-1    | LBFC Malmö              |      |
|      | Fortuna Hjørring    | 0-1   | 2-3    | Kopparbergs/Göteborg FC |      |
|      | FC Energiya Voronej | 0-4   | 3-3    | WFC Rossiyanka          |      |
|      | Rayo Vallecano      | 1-1   | 1-5    | Arsenal LFC             |      |
|      | FFC Turbine Potsdam | 10-0  | 7-0    | Glasgow City LFC        |      |
|      | Brøndby IF          | 2-1   | 3-1    | Torres CF               |      |

### Tableau final
Le tirage au sort intégral du tableau final a eu lieu le 17 novembre 2011 à 12 h 30, au siège de l'UEFA. Cette cérémonie était dirigée par Gianni Infantino, secrétaire général de l'UEFA, et Karen Espelund, membre du comité exécutif de l'UEFA.
|  | Quarts de finale        | Quarts de finale        | Quarts de finale    | Quarts de finale    |                    |                    | Demi-finales        | Demi-finales        | Demi-finales        | Demi-finales        |  |  | Finale      | Finale      | Finale      | Finale      |
|  |                         |                         |                     |                     |                    |                    |                     |                     |                     |                     |  |  |             |             |             |             |
|  | 14 et 21 mars 2012      | 14 et 21 mars 2012      | 14 et 21 mars 2012  | 14 et 21 mars 2012  |                    |                    | 15 et 22 avril 2012 | 15 et 22 avril 2012 | 15 et 22 avril 2012 | 15 et 22 avril 2012 |  |  | 17 mai 2012 | 17 mai 2012 | 17 mai 2012 | 17 mai 2012 |
|  | 14 et 21 mars 2012      | 14 et 21 mars 2012      | 14 et 21 mars 2012  | 14 et 21 mars 2012  |                    |                    | 15 et 22 avril 2012 | 15 et 22 avril 2012 | 15 et 22 avril 2012 | 15 et 22 avril 2012 |  |  | 17 mai 2012 | 17 mai 2012 | 17 mai 2012 | 17 mai 2012 |
|  | Olympique lyonnais      | Olympique lyonnais      | 4                   | 4                   |                    |                    | 15 et 22 avril 2012 | 15 et 22 avril 2012 | 15 et 22 avril 2012 | 15 et 22 avril 2012 |  |  | 17 mai 2012 | 17 mai 2012 | 17 mai 2012 | 17 mai 2012 |
|  | Olympique lyonnais      | Olympique lyonnais      | 4                   | 4                   |                    |                    | 15 et 22 avril 2012 | 15 et 22 avril 2012 | 15 et 22 avril 2012 | 15 et 22 avril 2012 |  |  | 17 mai 2012 | 17 mai 2012 | 17 mai 2012 | 17 mai 2012 |
|  | Brøndby IF              | Brøndby IF              | 0                   | 0                   |                    |                    | 15 et 22 avril 2012 | 15 et 22 avril 2012 | 15 et 22 avril 2012 | 15 et 22 avril 2012 |  |  | 17 mai 2012 | 17 mai 2012 | 17 mai 2012 | 17 mai 2012 |
|  | Brøndby IF              | Brøndby IF              | 0                   | 0                   | Olympique lyonnais | Olympique lyonnais | 5                   | 0                   |                     |                     |  |  | 17 mai 2012 | 17 mai 2012 | 17 mai 2012 | 17 mai 2012 |
|  | 14 et 22 mars 2012      |                         |                     |                     | Olympique lyonnais | Olympique lyonnais | 5                   | 0                   |                     |                     |  |  | 17 mai 2012 | 17 mai 2012 | 17 mai 2012 | 17 mai 2012 |
|  |                         |                         | FFC Turbine Potsdam | FFC Turbine Potsdam | 1                  | 0                  |                     |                     |                     |                     |  |  | 17 mai 2012 | 17 mai 2012 | 17 mai 2012 | 17 mai 2012 |
|  | FFC Turbine Potsdam     | FFC Turbine Potsdam     | FFC Turbine Potsdam | FFC Turbine Potsdam | 1                  | 0                  | 2                   | 3                   |                     |                     |  |  | 17 mai 2012 | 17 mai 2012 | 17 mai 2012 | 17 mai 2012 |
|  | FFC Turbine Potsdam     | FFC Turbine Potsdam     | 15 et 21 avril 2012 |                     |                    |                    | 2                   | 3                   |                     |                     |  |  | 17 mai 2012 | 17 mai 2012 | 17 mai 2012 | 17 mai 2012 |
|  | WFC Rossiyanka          | WFC Rossiyanka          | 0                   | 0                   |                    |                    |                     |                     |                     |                     |  |  | 17 mai 2012 | 17 mai 2012 | 17 mai 2012 | 17 mai 2012 |
|  | WFC Rossiyanka          | WFC Rossiyanka          | 0                   | 0                   | Olympique lyonnais | Olympique lyonnais | 2                   | 2                   |                     |                     |  |  |             |             |             |             |
|  | 14 et 21 mars 2012      |                         |                     |                     | Olympique lyonnais | Olympique lyonnais | 2                   | 2                   |                     |                     |  |  |             |             |             |             |
|  |                         |                         | FFC Francfort       | FFC Francfort       | 0                  | 0                  |                     |                     |                     |                     |  |  |             |             |             |             |
|  | Arsenal LFC             | Arsenal LFC             | FFC Francfort       | FFC Francfort       | 0                  | 0                  | 3                   | 0                   |                     |                     |  |  |             |             |             |             |
|  | Arsenal LFC             | Arsenal LFC             |                     |                     |                    |                    |                     |                     |                     |                     |  |  |             |             |             |             |
|  | Kopparbergs/Göteborg FC | Kopparbergs/Göteborg FC | 1                   | 1                   |                    |                    |                     |                     |                     |                     |  |  |             |             |             |             |
|  | Kopparbergs/Göteborg FC | Kopparbergs/Göteborg FC | 1                   | 1                   | Arsenal LFC        | Arsenal LFC        | 1                   | 0                   |                     |                     |  |  |             |             |             |             |
|  | 14 et 21 mars 2012      |                         |                     |                     | Arsenal LFC        | Arsenal LFC        | 1                   | 0                   |                     |                     |  |  |             |             |             |             |
|  |                         |                         | FFC Francfort       | FFC Francfort       | 2                  | 2                  |                     |                     |                     |                     |  |  |             |             |             |             |
|  | LBFC Malmö              | LBFC Malmö              | FFC Francfort       | FFC Francfort       | 2                  | 2                  | 1                   | 0                   |                     |                     |  |  |             |             |             |             |
|  | LBFC Malmö              | LBFC Malmö              |                     |                     |                    |                    |                     | 0                   |                     |                     |  |  |             |             |             |             |
|  | FFC Francfort           | FFC Francfort           | 0                   | 3                   |                    |                    |                     |                     |                     |                     |  |  |             |             |             |             |
|  | FFC Francfort           | FFC Francfort           | 0                   | 3                   |                    |                    |                     |                     |                     |                     |  |  |             |             |             |             |
|  |                         |                         |                     |                     |                    |                    |                     |                     |                     |                     |  |  |             |             |             |             |

### Quarts de finale
| Pays | Club                | Aller | Retour | Club                    | Pays |
| ---- | ------------------- | ----- | ------ | ----------------------- | ---- |
|      | LBFC Malmö          | 1-0   | 0-3    | FFC Francfort           |      |
|      | Olympique lyonnais  | 4-0   | 4-0    | Brøndby IF              |      |
|      | FFC Turbine Potsdam | 2-0   | 3-0    | WFC Rossiyanka          |      |
|      | Arsenal LFC         | 3-1   | 0-1    | Kopparbergs/Göteborg FC |      |

### Demi-finales
| Pays | Club               | Aller | Retour | Club                | Pays |
| ---- | ------------------ | ----- | ------ | ------------------- | ---- |
|      | Olympique lyonnais | 5-1   | 0-0    | FFC Turbine Potsdam |      |
|      | Arsenal LFC        | 1-2   | 0-2    | FFC Francfort       |      |

### Finale
| 17 mai 2012  | Olympique lyonnais                               | 2 – 0 | FFC Francfort | Stade olympique, Munich                                                                           |                                                                                                   |
| 18 h 00 CEST | Eugénie Le Sommer 15e (pen.) · Camille Abily 28e |       |               | Spectateurs : 50 212 Arbitrage : Jenny Palmqvist Helen Karo (a) Anna Nyström (a) Sara Persson (q) | Spectateurs : 50 212 Arbitrage : Jenny Palmqvist Helen Karo (a) Anna Nyström (a) Sara Persson (q) |
| 18 h 00 CEST | Rapport                                          |       |               | Spectateurs : 50 212 Arbitrage : Jenny Palmqvist Helen Karo (a) Anna Nyström (a) Sara Persson (q) | Spectateurs : 50 212 Arbitrage : Jenny Palmqvist Helen Karo (a) Anna Nyström (a) Sara Persson (q) |

| G              | 26 | Sarah Bouhaddi     |   |     |     |
| D              | 3  | Wendie Renard      |   |     |     |
| D              | 17 | Corine Franco      |   |     |     |
| D              | 18 | Sonia Bompastor    |   |     |     |
| D              | 20 | Sabrina Viguier    |   |     |     |
| M              | 6  | Amandine Henry     | 0 | 90e |     |
| M              | 10 | Louisa Necib       | 0 |     | 49e |
| M              | 11 | Shirley Cruz Traña |   |     |     |
| A              | 8  | Lotta Schelin      | 0 |     | 88e |
| A              | 9  | E. Le Sommer       | 0 |     | 65e |
| A              | 23 | Camille Abily      |   |     |     |
| Remplaçantes : |    |                    |   |     |     |
| A              | 14 | Rosana             | 0 |     | 65e |
| M              | 21 | Lara Dickenmann    | 0 |     | 49e |
| A              | 22 | Ami Otaki          | 0 |     | 88e |
| Entraîneur :   |    |                    |   |     |     |
| Patrice Lair   |    |                    |   |     |     |

| G              | 26 | Desirée Schumann       |   |  |     |
| D              | 2  | Gina Lewandowski       |   |  |     |
| D              | 4  | Saki Kumagai           |   |  |     |
| D              | 5  | Sara Thunebro          |   |  |     |
| D              | 12 | Meike Weber            | 0 |  | 61e |
| D              | 25 | Saskia Bartusiak       |   |  |     |
| M              | 7  | Melanie Behringer      |   |  |     |
| M              | 18 | Kerstin Garefrekes     |   |  |     |
| M              | 28 | Sandra Smisek          | 0 |  | 83e |
| A              | 10 | Dzsenifer Marozsán     |   |  |     |
| A              | 15 | Svenja Huth            | 0 |  | 64e |
| Remplaçantes : |    |                        |   |  |     |
| A              | 11 | Jessica Landström      | 0 |  | 83e |
| A              | 21 | Ana Maria Crnogorčević | 0 |  | 64e |
| D              | 23 | Ria Percival           | 0 |  | 61e |
| Entraîneur :   |    |                        |   |  |     |
| Sven Kahlert   |    |                        |   |  |     |

| Champion d'Europe 2012            |
| --------------------------------- |
| Drapeau de la France              |
| Olympique lyonnais Deuxième Titre |

## Statistiques
| Rang | Joueuse                  | Club                | Buts |
| ---- | ------------------------ | ------------------- | ---- |
| 1    | Eugénie Le Sommer        | Olympique lyonnais  | 9    |
| 1    | Camille Abily            | Olympique lyonnais  | 9    |
| 3    | Anja Mittag              | FFC Turbine Potsdam | 7    |
| 3    | Yuki Nagasato            | FFC Turbine Potsdam | 7    |
| 5    | Lise Munk                | Brøndby IF          | 6    |
| 6    | Sara Björk Gunnarsdóttir | LdB FC Malmö        | 5    |
| 6    | Lotta Schelin            | Olympique lyonnais  | 5    |

| Rang | Joueuse           | Club                | Buts |
| ---- | ----------------- | ------------------- | ---- |
| 1    | Lotta Schelin     | Olympique lyonnais  | 6    |
| 2    | Élodie Thomis     | Olympique lyonnais  | 5    |
| 2    | Bianca Schmidt    | FFC Turbine Potsdam | 5    |
| 4    | Antonia Göransson | FFC Turbine Potsdam | 4    |
| 4    | Kim Little        | Arsenal LFC         | 4    |